# K.G. Lakkenahalli, Bangalore North
K.G. Lakkenahalli là một làng thuộc tehsil Bangalore North, huyện Bangalore Urban, bang Karnataka, Ấn Độ.